# Carlo Lotti
Carlo Lotti (Roma, 30 marzo 1916 – Roma, 5 marzo 2013) è stato un ingegnere italiano.

## Biografia
Inizia la sua attività professionale nel 1946 dopo aver partecipato alla seconda guerra mondiale.
Nel 1950 assume l'incarico della progettazione e direzione dei lavori della diga di S. Giuliano sul fiume Bradano per conto della Impresa Pietro Cidonio, di cui diviene più tardi “direttore tecnico centrale”.
Nel 1957 ha fondato la Società d'Ingegneria che porta il suo nome.
Carlo Lotti, sposato con la Dottoressa Marcella Bini, ha due figli. La figlia Patrizia presidente della Società d'Ingegneria ed il figlio, Massimo, avvocato.
È stato nominato il 2 giugno 1977 Cavaliere del Lavoro dal Presidente della Repubblica.
È stato tra i Fondatori dell'OICE, l'associazione delle società di ingegneria italiane.
È stato presidente onorario dell'Associazione Idrotecnica Italiana.

## Progetti principali
Lotti ha partecipato in numerosi progetti, dal 1957 con i suoi associati e successivamente come C. Lotti & Associati SpA.

### Dighe in Africa
La prima missione in Africa, per conto del UNDP, riguardava la fattibilità economica di produzione agricola e di trasporto fluviale.
Nel 1973, la Comunità Europea affidò alla Lotti il progetto di una diga sul fiume Sankarani, affluente del Niger, presso la città di Sélingué. La diga è stata completata sotto la direzione del progettista. L'inaugurazione della diga, alta 35 m, avvenne nel 1980. L'energia elettrica prodotta non solo copre il fabbisogno nazionale, ma anche permette l'esportazione ai paesi vicini. Inoltre, la diga controlla le piene e, soprattutto, permette una ricca itticoltura.
La realizzazione della diga di Bakolori nella Nigeria settentrionale, in collaborazione con la società controllata Il Nuovo Castoro, ha grande importanza. Il complesso comprende una grande diga con impianto idroelettrico di 3 MW capacità ed un sistema di irrigazione per 23000 ha. La Società Lotti ha fatto il progetto e la direzione di lavori. Una seconda opera analoga era la diga di Goronyo con un invaso un miliardo di m3.

### Piani di bacino
La gestione complessiva dei bacini fluviali coinvolge esperti di diversi settori: idrologia, idraulica, agricoltura, economia, ingegneria. Il modello matematico è capace di trovare soluzioni che comprendono tutti i fattori pertinenti. La metodologia fu sviluppata all'università di Harvard. Dalla collaborazione tra Lotti e l'università nascevano importanti progetti per l'utilizzo ottimale delle risorse idriche.
Un primo progetto riguardava il bacino del fiume Sava, affluente del Danubio. Il progetto UNDP era affidato alle Società Lotti e Hydroproject di Praga. Il modello matematico ha scelto 32 laghi artificiali dai 57 esaminati.
La prima applicazione del metodo matematico di analisi delle risorse idriche in Italia fu il Progetto Tevere, sotto la direzione di IRSA.
Dopo la disastrosa piena del 1966, che ha severamente danneggiato il centro storico di Firenze, era necessario esaminare le varie soluzioni possibili per la difesa. La complessità Progetto pilota Arno reso necessario l'applicazione di un modello matematico. Il risultato indica le opere necessarie e l'utilizzo ottimale.
La Regione Emilia-Romagna è bagnata da numerosi affluenti del fiume Po. Una rete complessa di canali connette i corsi d'acqua naturali. Il Piano ha preso in esame i diversi aspetti della risorsa e della domanda. La società regionale Idroser ha collaborato nel progetto.
Il Piano delle Acque di Sardegna è stato un ampio studio, che ha esaminato tutti gli aspetti delle risorse idriche dell'intera regione e le possibili opere di trasporto e d'accumulo, nonché gli usi attuali e potenziali futuri. Nella prima fase furono raccolti i dati relativi a idrologia ed al fabbisogno per i vari usi. La fase successiva consisteva nello studio delle opere esistenti e possibili. La terza fase applicava il modello matematico per la scelta ottimale delle opere per soddisfare la domanda futura e provvedere alla difesa contro le piene.
I problemi della qualità d'acqua nel bacino di Piracicaba in Brasile fu affrontato con un modello matematico. Il risultato indicava il grado di trattamento necessario nei vari punti del bacino.
Lotti ha creato, con partecipazione pubblica e provata, un istituto di ricerca specializzato alla ricerca relativa alle risorse idriche, Hydrocontrol. L'istituto ha addestrato una trentina di giovani ricercatori. Recentemente l'istituto è diventato un ente regionale.

### Ponte di Messina
Nel Concorso internazionale d'idee per il ponte sullo Stretto di Messina Lotti ha partecipato come coprogettista del Gruppo Lambertini. Il suo principale contributo a questo progetto fu lo studio, del tutto innovativo, del sistema di costruzione delle fondazioni in mare nelle profonde acque dello Stretto (circa 100 m) n. La soluzione presentata fu premiata ma soluzione scelta in seguito prevede una campata unica, la più grande del mondo.

### Controllo delle piene in Cina
Lotti è andato in Cina per la prima volta nel 1971 con la delegazione del Ministero per il Commercio Estero. In seguito, nel 1982 ha iniziato il progetto per la gestione dei fiumi in Cina con il finanziamento italiano. Lo scopo del progetto non si limitava allo sviluppo del piano, ma comprendeva l'addestramento del personale cinese e fornitura di una rete di misurazione. L'area del primo studio era il fiume Han, un affluente del Fiume Azzurro, dove una grande diga serve per il controllo delle piene e produzione idroelettrica. La gestione ottimale della diga ha grande importanza economica ed ambientale. Un secondo progetto riguardava il fiume Huai.

### Reti di distribuzione municipale
La perdita nelle reti d'acqua delle città è un elemento fondamentale. La metodologia è stata applicata in diverse città in Italia e l'estero.

### Strade e ferrovie
- Autostrada Zagabria - Spalato e Sarajevo - mare
- Strade Val d'Agri
- Ferrovia Alta Velocità Bologna-Milano e Milano-Verona
- Ferrovia urbana Roma-Pantano
- Metropolitana Linea C di Roma
- Yaounde-Kribi nel Camerun
- Shar – Barman e l'anello viario di Kabul nel Afghanistan

### Progetto MOSE
La difesa di Venezia dall'acqua alta è di grande importanza, anche per l'aumento della frequenza del fenomeno negli ultimi anni. Dopo molti anni di studi, il Consorzio Venezia Nuova ha avviato il cantiere per costruire 78 pareti mobili (Progetto MOSE) nelle tre bocche della laguna e affidato alla Società Lotti ed alla società d'ingegneria veneziana Thetis la direzione lavori. Il team della direzione di lavori raggiunge le 50 unità. Il termine dei lavori è previsto per il 2012.

### Ponte della musica
La Società Lotti ha partecipato alla progettazione e direzione lavori del Ponte della Musica inaugurato nel maggio 2011

## Opere
Per la saggistica ha pubblicato 
- “Il paese dei dragoni selvaggi – la Cina ed i suoi fiumi” (Ed. Colombo, 1987)
- “Per un barile d'acqua” (Ed. Colombo, 1989)
- “L'acqua il primo elemento” (Ed. Palombi, 2002)

ha riassunto la vita e le opere della Società, dandole –grazie al coautore- forma giornalistica, nel volume:
- Lotti Carlo - Gorio Nino, Un lungo cammino. Cinquant'anni di ingegneria nel mondo, ill., 296 p., Ed. Hoepli, Milano 2008, ISBN 882034081X